# Bosó de Provença
|  | per altres personatges de la família amb el nom Bosó, vegeu Bosònides |

Bosó de Provença (abans 855 - 887), governador (dux) de Llombardia (876-877); comte i duc de Lió i de Viena o Borgonya Cisjurana (872-879) comte i marques de Provença i comte d'Arle (875-879), rei de Provença (879-887), governador d'Aquitània (871-876 i 881-882), comte de Bourges (872-876), comte de Vienne (871-880), comte de Màcon i Chaunois (877-880), comte de Chalon o Châlons sur Saône (877-880) i comte d'Autun (879-880).

## Orígens familiars
Fill del noble Biví de Viena, possiblement fill al seu torn de Bosó el Vell, fundador de la dinastia dels bosònides. La seva germana Riquilda de les Ardenes fou la concubina i després segona esposa (870) del rei Carles II el Calb, el qual va donar a son cunyat l'abadia de Saint-Maurice d'Agaune, al Valais, que anteriorment havia tingut el seu oncle matern Hucbert.

## Proper de Carles el Calb[2]
Després del repartiment de Meerssen Carles el Calb va anar a prendre possessió dels territoris assignats a la part del regne de Provença que havia estat de Lotari II d'Itàlia (+ 869). Allí el duc de la Borgonya Cisjurana, Girard del Rosselló, s'oposava a Carles el Calb que en canvi tenia el suport dels arquebisbes de Lió i de Viena del Delfinat (Vienne). A la tardor del 870, Bosó acompanyava el seu cunyat Carles i fou l'executor de la liquidació dels dominis del duc Girard del Rosselló junt amb el marquès Bernat de Gòtia i el comte Odó d'Orleans. El rei francès li va donar llavors el comtat de Troyes. Carles va atacar Viena del Delfinat defensada per la dona de Girard, Berta. La ciutat va resistir durant uns dos mesos, però les tropes reials van devastar la rodalia i Girard va demanar una capitulació honorable. Girard cedí llavors Viena del Delfinat a Carles el Calb que en prengué possessió la vigília de Nadal de l'any 870. Carles va incorporar el Lionès i el Vienès al seu regne i el gener del 871, va nomenar a Bosó governador (duc) d'aquests territoris, càrrec ocupat fins llavors per Girard.
El 872 Carles el va nomenar conseller i cambrer del seu fill Lluís el Tartamut, nebot per part de mare de Bosó, que des del 867 era rei d'Aquitània. Bosó va rebre tanmateix el comtat de Bourges o Berry i el càrrec de comte d'Alvèrnia en lloc de Gerard II al qui va deposar (Gerard II era fill de Gerard I, mort a la batalla de Fontenoy-en-Puisaye el 841).
El 875, a la mort de l'emperador Lluís II el Jove, Bosó va acompanyar al rei Carles el Calb a Itàlia per rebre el títol imperial del papa Joan VIII. Llavors el nou emperador va nomenar el seu cunyat "duc" (càrrec equivalent a governador) de Llombardia i de Provença. El febrer del 876, a Pavia, Carles el Calb abans de retornar a França, va nomenar Bosó com a virrei d'Itàlia. Aquest mateix any es va casar amb Ermengarda, la filla única del difunt emperador Lluís II el Jove.
El març del 877, Bosó va tornar a França, cridat pel rei. Aquest va confiar llavors el virregnat d'Itàlia i el ducat a Provença a Hug l'Abat, fill de Conrad I de Borgonya i nebot de l'emperadriu Judit de Baviera (la mare de Carles el Calb), però Hug l'Abat tindria com associat a Ricard el Justicier, el germà de Bosó i mai en va prendre possessió ocupat com estava a Nèustria. Aquest mateix any, a la mort del seu oncle el comte Eccard, Bosó va rebre els comtats de Mâcon i de Chalon. Amb aquests feus era posseïdor de quasi tota la vall del Roine (Vienès i Lionès), del Saona (Mâcon i Chalon) i de Provença. Abans de morir el mateix 877 Carles el Calb va signar la Capitular de Quierzy que feia hereditaris els honors comtals.

## Sota Lluís el Tartamut
Bosó havia estat en contra de la segona campanya d'Itàlia que havia fet abans de morir el rei Carles el Calb i junt amb altres magnats del regne va conspirar contra el rei i després contra el seu successor. Bosó de Provença (llavors encara era anomenat Bosó de Vienne), Hug l'Abat de Nèustria, Bernat Plantapilosa de Tolosa i Alvèrnia i Bernat de Gòtia, Septimània, Berry-Aquitània i Autun es revoltaren. Carles el Calb va morir el 6 d'octubre del 877 però els rebels van continuar contra el seu fill i successor Lluís II el Tartamut i li van imposar la confirmació dels seus privilegis.
El maig del 878 el papa, amenaçat pels atacs sarraïns i per nobles italians, es va refugiar a Arle, on estava Bosó amb la seva esposa Ermengarda. Bosó el va acompanyar a Troyes on es va celebrar una gran assemblea que havia de decidir sobre els conflictes de l'imperi i especialment la revolta de Bernat de Gòtia i les ambicions del bastard Hug l'Abat que volia reconquerir les terres de Lotaríngia per la corona francesa. El papa va proposar al rei Lluís el Tartamut d'anar amb ell a Roma per ser coronat emperador però el rei, ja malalt, i amb por de morir pel camí, va refusar aquest honor. Bosó que tornava a ser virrei d'Itàlia, va fer un acord secret amb el papa, i el va acompanyar amb l'objectiu de fer-se reconèixer rei d'Itàlia, però la maniobra va fracassar davant l'oposició dels nobles italians i de molts bisbes i Bosó va tornar a Arle furiós.
El 10 d'abril de 879, Lluís II el Tartamut va morir a Compiègne; el seu fill Lluís III el va succeir a Nèustria i Austràsia, mentre que el seu germà Carloman II va obtenir Aquitània i Borgonya. Aquest mateix any Bosó va engrandir les seves possessions afegint-hi el comtat d'Autun. Els seus títols el 979 eren:
- Abat laic de Saint-Maurice d'Agaune (870)
- Comte de Troyes (870)
- Duc del Lionès i del Vienès (Borgonya Cisjurana) (871)
- Conseller i cambrer reial a Aquitània (872)
- Comtat de Bourges o de Berry (872)
- Duc d'Itàlia i duc de Provença (875)
- Virrei d'Itàlia (876)
- Comte de Mâcon i comte de Chalon (877)
- Comte d'Autun (879)

## El cop d'estat

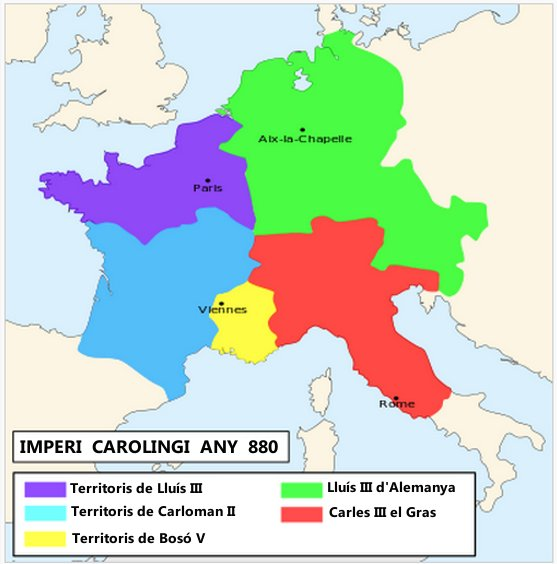
Imperi carolingi, en groc els territoris de Bosó

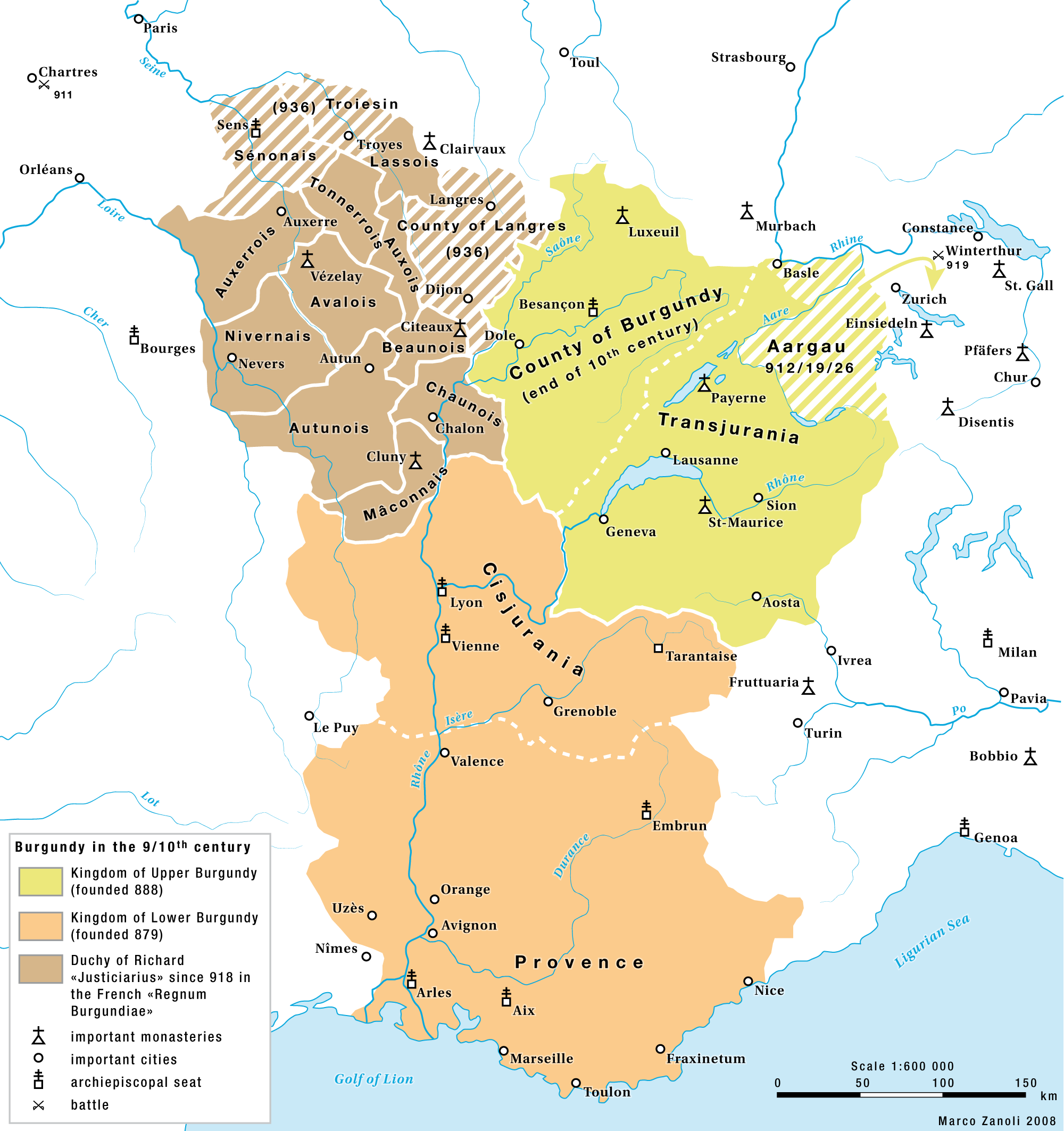
Regnes de Borgonya Cisjurana i Borgonya Transjurana

Des de la mort de Lluís el Tartamut, els drets del seu fill van ser contestats per la noblesa. El 15 d'octubre del 879 diversos magnats, grans eclesiàstics i senyors es van reunir en assemblea a castell de Mantaille (entre Anneyron i Châteauneuf-de-Galaure a la Droma) per escollir l'home més apte per protegir el país i l'Església. Fou escollit Bosó i es va decidir la restauració del regne de Borgonya del que fou nomenat rei; el regne estava format principalment per les grans possessions de Bosó i de les diòcesis de sis arquebisbes i disset bisbes presents (Aix, Arles, Autun, Avignon, Beaune, Besançon, Chalon, Dijon, Genève, Grenoble, Langres, Lausanne, Lyon, Macon, Marsella, Tarentaise, Tonnerre, Troyes, Valence i Vienne). El 15 d'octubre del 879 Bosó esdevingué rei de Borgonya (conegut a la història com a Regne de Borgonya Cisjurana tot i no ser un nom plenament precís) i fou coronat pocs dies després a Lió per Aurelià, l'arquebisbe local. La capital es va instal·lar a Viena del Delfinat.
El seu amic el papa Joan VIII, de manera inesperada, va refusar aquesta elecció, la qual va considerar que feia prevaler els interessos privats per sobre dels de l'imperi. El papa va arribar a tractar Bosó de tirà i usurpador. No obstant el 879 l'administració ja estava en marxa i consten diversos actes en relació als comtats. El juliol del 880, Bosó va nomenar un abat de la seva confiança, Giló de Tournus, com a bisbe de Langres.
Contra Bosó es van aliar Lluís III de França, Carloman II i els seus cosins Carles III el Gras i Lluís III el Jove, que es van reunir el juny del 880 a Gondreville a Lorena. A finals del 880 les tropes aliades després de recuperar Autun, Besançon, Chalon, Mâcon i Lió es van presentar davant de Viena del Delfinat. Bosó es va refugiar amb les seves tropes a les muntanyes deixant la defensa de la ciutat en mans de la seva esposa Ermengarda. Quan Carles III el Gras va marxar per anar a recollir la corona d'Itàlia, Lluís III i Carloman II van abandonar el setge permetent el retorn de Bosó a la seva capital.
Carles III el Gras, elegit emperador d'Occident, va reprendre la guerra des del mes d'agost del 881. Les tropes del rei Carloman II van retornar al setge de Viena però assabentats de la mort de son germà el rei Lluís III, produïda el 5 d'agost, va aixecar el setge per anar a recollir la successió. Mentrestant les tropes de Carles III van arribar a la zona i van aconseguir conquerir la vila que fou saquejada i incendiada. Ricard el Justicier, germà de Bosó, va agafar sota la seva protecció a la seva cunyada i a la seva neboda Engelberga i les va portar a Autun. Bosó es va refugiar a Provença.

## Final
El 884, a la mort de Carloman II, qui no havia tingut fills, l'emperador Carles III el Gras fou cridat a exercir la regència de França. Llavors va proposar a Bosó de reconèixer-lo com a rei de Provença sota la simple condició de fer-li homenatge. Els drets de Bosó a Provença eren legítims doncs derivaven de la seva dona Ermengarda de Provença filla de Lluís II el Jove (Lluís II rei d'Itàlia i emperador) qui havia estat sobirà del país i havia mort sense fills mascles. Bosó va acceptar, i va quedar instaurat formalment com a rei en aquesta part de l'antic regne que mantenia sota el seu control.
Va morir el 10 de gener del 887 i fou enterrat a la catedral de Saint-Maurice de Viena del Delfinat. A la seva mort el seu fill Lluís era un infant. La seva segona esposa Ermengarda, ajudada per Aurelià arquebisbe de Lió i per Barnoí bisbe de Viena, va assegurar la regència. Son cunyat (germà de Bosó), Ricard II de Borgonya anomenat Ricard el Justicier, va heretar els seus honors i es va declarar el protector del seu nebot Lluís i es va apoderar del govern dels estats de Bosó. L'emperador Carles III el Gras era l'únic sobirà regnant en posició d'oposar-se als drets de Lluís a l'herència paterna i per prevenir qualsevol oposició de la seva part, Ermengarda va anar a visitar al sobirà (887), per demanar la seva protecció per a Lluís. Privat d'hereu legítim, Carles III el Gras, va omplir les esperances a la reina; va adoptar Lluís com a fill, i li va concedir el títol de rei, cosa que li va permetre de retornar i regnar a Provença sota regència de sa mare.

## Origen
```
┌─ 
Bosó el Vell dit l'Ancià o l'Antic
 (?-† vers 
855
). comte a Itàlia.
┌─ 
Biví de Viena
 (
822
-
877
), abat laic de Gorze.
│ └─ Engeltruda (?-?).
│

Bosó de Provença

│
│ ┌─ X
└─ X
└─ X
```

## Núpcies i descendents
La seva primera esposa és desconeguda i hauria estat empresonada. D'aquest matrimoni va tenir a Willa I (873-924), casada el 888 amb Rodolf I de Borgonya i després amb Hug d'Arle (vers 882- 947).
Es casà en segones núpcies el març de l'any 876 amb Ermengarda de Provença, filla gran de l'Emperador d'Occident i comte de Provença Lluís II d'Itàlia dit "el Jove". D'aquest matrimoni tingueren: 
- L'infant Lluís III el Cec (vers 880 - 928), rei de Provença (887 - 928), rei carolingi d'Itàlia (900) i Emperador d'Occident (901 - 905). Es va casar amb Adela, filla de Rodolf II de Borgonya. Fou cegat pel seu rival a l'imperi Berenguer de Friül.
- Ermengarda (882[13]- † després del 924), casada amb Manassès I de Chalon (vers 875-918), comte de Chalon, de Beaune, d'Auxois, senyor de Vergy i de Langres, o amb Manassès II de Chalon, comte de Dijon, Auxois i Beaune.
- Engelberga, (?-?), promesa l'onze de setembre del 878 amb Carloman II.[14] Casada vers el 900 amb el duc Guillem I d'Aquitània anomenat el Pietós.